# Ombladon
Bogdan Ionuț Păstacă (n. 6 aprilie 1979, București⁠(d), București, România), cunoscut mai bine sub numele de scenă Ombladon, este un rapper român și unul dintre membrii fondatori ai trupei Paraziții.

## Biografie

### 1993-prezent
În mai 1994, Ombladon se alătură lui Cheloo (Cătălin Ștefan Ion) pentru a forma trupa de hip-hop Paraziții. Prima piesă înregistrată este „În Jur” și a apărut pe 13 septembrie 1994. O zi mai târziu au susținut primul lor concert, la balul bobocilor de la liceul Spiru Haret din București.
Pe 10 aprilie 2004, Ombladon își lansează primul său album, Condoleanțe, album premiat cu Discul de Aur pentru numărul mare de exemplare vândute.

## Premii

### MTV Europe (2004) - Best Romanian Act - Egali din naștere
În cadrul galei premiilor MTV Europe din 2004, desfășurată la Roma, piesa „Egali din naștere” a lui Ombladon, cântată împreună cu Raku, unul dintre numele noi din hip-hop-ul românesc, a câștigat secțiunea de Best Romanian Act. După ce i s-a oferit premiul, Ombladon a declarat: „Este cel mai mare premiu pe care l-a primit rap-ul românesc”. Ombladon și Raku au reușit să se impună în fața altor patru trupe din România: Cargo („Dacă ploaia s-ar opri”), Activ („Doar cu tine”), Firma („Important”) și O-Zone („Chitarele”). La ceremonia acordării premiilor MTV, au participat 200.000 de spectatori, conform estimărilor organizatorilor.

### MTV Romanian Music Awards (2005) - Best Hip-Hop - Egali din naștere
În urma succesului pe plan internațional consacrat în 2004 reprezentat de câștigarea secțiunii "Best Romanian Act" din cadrul premiilor MTV Europe desfășurate la Roma, a urmat un nou premiu pentru Ombladon. De această dată a fost vorba despre MTV Romanian Music Awards, secțiunea Best Hip-hop, premiu câștigat cu piesa "Egali din naștere", în colaborare cu Raku. Fiind pentru a doua oară premiată în 2 ani consecutivi, piesa "Egali din naștere" a câștigat acest premiu, impunându-se în fața celorlalte piese nominalizate: Sișu și Puya - "Foame de bani", Paraziții - "Jos Cenzura", Bitză ft. Tataee - "Următorul Pas" și B.U.G. Mafia - "O Lume nebună, nebună de tot".

## Discografie
Până în prezent, Ombladon a acumulat pe plan individual 2 albume solo, 9 single-uri și 12 albume alături de trupa Paraziții. Acesta are la activ până acum 2 premii, fiind vorba despre MTV Europe (2004) - Best Romanian Act și MTV Romanian Music Awards (2005) - Best Hip-Hop.
| Anul            | Album                           | Casa de discuri |
| --------------- | ------------------------------- | --------------- |
| 10 aprilie 2004 | Condoleanțe                     | Rebel Music     |
| 24 mai 2007     | Cel mai prost din curtea școlii | Roton           |

### Single-uri
- 2013: Indiferența
- 2014: M**e Garda
- 2015: Hip Hop Românesc
- 2015: Jumătatea goală (feat. Bitză)
- 2016: Panarame (feat. Bitză)
- 2017: Toată lumea plânge (feat. Freakadadisk)
- 2018: 5432
- 2019: Nu mi-e frica
- 2022: Spune-mi (feat. Bitză)

### Featuring-uri
- 2003: Cheloo - Reactii Adverse (feat. Ombladon & FreakaDaDisk)
- 2003: Pacha Man - Valori Sociale (feat. raku & Ombladon)
- 2003: Bitza - Verdele Meu (feat. Ombladon)
- 2004: Bitza - Moarte Ficatului (feat. Ombladon)
- 2006: Cheloo - Fara Pic De Regie (feat. Ombladon & FreakaDaDisk)
- 2006: Luna Amara - Loc Lipsa (feat. Ombladon)
- 2008: Nimeni Altu' - Vremuri Grele (feat. Ombladon & DJ Faibo X)
- 2011: Cheloo - Sau (feat. Ombladon & FreakaDaDisk)
- 2011: raku - Cautand (feat. Ombladon)
- 2011: Bitza - We're gonna make it (feat. Ombladon)
- 2011: MarkOne1 - Next (feat. Ombladon & Cheloo)
- 2012: Bitza - Nopti Albe Pentru Zile Negre (feat. Ombladon & FreakaDaDisk)
- 2016: ALAN & KEPA - Vorba Aia (feat. Ombladon & FreakaDaDisk)
- 2017: Dan Gerosu' - Dan Gerosu' (feat. Ombladon)
- 2017: KEPA - Pierduti In Timp (feat. Ombladon)
- 2018: Bitza - Azi (feat. Ombladon & DJ Christu')
- 2023: Bitza - Los Maniachis (feat. Ombladon & FreakaDaDisk)
- 2025: Bitza - Haz de Necaz(feat. Ombladon & El Nino)

### Videografie
- 2004: Egali din naștere (feat. raku)
- 2006: Luna Amară - Loc Lipsă (feat. Ombladon)
- 2007: Noapte bună București! (feat. Guess Who)
- 2007: Cheia de sub preș
- 2011: Raku - Căutând (feat. Ombladon)
- 2011: Cheloo - Sau (feat. Ombladon și FreakaDaDisk)
- 2012: Bitză - Nopți albe pentru zile negre (feat. Ombladon și FreakaDaDisk)
- 2014: M**e Garda
- 2015: Hip Hop Românesc
- 2015: Jumătatea goală (feat. Bitză)
- 2016: ALAN & KEPA  - Vorba aia (feat. Ombladon & FreakaDaDisk)
- 2016: Panarame (feat. Bitză)
- 2017: Dan Gerosu - Dan Gerosu (feat. Ombladon)
- 2017: KEPA - Pierduti in timp (feat. Ombladon)
- 2017: KEPA - Rechini (cu Ombladon) (In Curand...)
- 2018: 5432
- 2019: Nu mi-e frică
- 2022: Spune-mi (feat. Bitză)
- 2023: Bitză - Los Maniachis (feat. Ombladon & FreakaDaDisk)